# Amerila timolis
Amerila timolis är en fjärilsart som beskrevs av Rothschild 1914. Amerila timolis ingår i släktet Amerila och familjen björnspinnare. Inga underarter finns listade i Catalogue of Life.